# Крик (Приморска Сена)
Крик (фр. Crique) насеље је и општина у северној Француској у региону Горња Нормандија, у департману Приморска Сена која припада префектури Дјеп.
По подацима из 2011. године у општини је живело 362 становника, а густина насељености је износила 35,56 становника/km². Општина се простире на површини од 10,18 km². Налази се на средњој надморској висини од 160 метара (максималној 174 m, а минималној 90 m).

## Демографија
| 1962. | 1968. | 1975. | 1982. | 1990. | 1999. | 2011. |
| ----- | ----- | ----- | ----- | ----- | ----- | ----- |
| 261   | 262   | 247   | 261   | 273   | 288   | 362   |

График промене броја становника у току последњих година